# Джон Чарлс
Уилям Джон Чарлс (на английски: William John Charles) е уелски футболист-национал, централен нападател и треньор, отбелязал 363 гола в официални мачове.
Роден е в град Суонзи, Уелс, Великобритания на 27 декември 1931 г. Юноша е на АФК Суонзи Сити.
Започва своята професионална кариера в АФК „Лийдс Юнайтед“ през 1948 г. До 1957 г. изиграва 297 мача, като отбелязва 150 гола. След това преминава във ФК „Ювентус“. Там играе до 1962 г., като изиграва 150 мача и отбелязва 93 гола. През 1962 г. се завръща отново в АФК „Лийдс Юнайтед“, като изиграва 11 мача с 3 гола.
Преминава в АС „Рома“ за сезон 1962 – 63 г. В „Рома“ изиграва 10 мача с отбелязани 4 гола. По време на престоя си в Италия заради ръста и коректността му (не е отстраняван никога от игра) е наречен от запалянковците „Добрият великан“ (Il gigante buono).
От 1963 до 1966 г. играе във ФК „Кардиф Сити“ (69 мача, 18 гола).
От 1966 до 1971 г. е играещ треньор на английския ФК „Херъфорд Юнайтед“. Там изиграва 173 мача с отбелязани 80 гола. Приключва професионалната си кариера като треньор в уелския ФК „Мърдър Тидфил“ от 1972 до 1974 г.
Дебютира в националния отбор на Уелс през 1950 г., като изиграва 38 мача с отбелязани 15 гола до 1965 г. С него на световното първенство в Швеция 1958 г. (Чарлз е автор на гол) достига четвъртфиналите, където е елиминиран след почти равностоен мач (0 – 1) с бъдещия шампион Бразилия.